# 谢夫人 (徐达)
谢夫人，明初徐達妻，谢再兴次女，追赠中山王夫人。
明清文献指，谢夫人是徐達继室。徐达元配是张氏。一说因张氏好鞭挞人至死，被朱元璋嫌弃，一说因张氏嫉妒，朱元璋为徐达改娶谢氏。从长女徐皇后的出生年份推测，两人成婚时间当在1361年，或之前。
明初劉辰撰写的《國初事跡》称，谢夫人长姐是朱元璋侄子朱文正的妻子。其父谢再兴的手下因过错被朱元璋处死。朱元璋主婚完谢夫人和徐达的婚事后，然后再让其父谢再兴回京听宣谕。其父谢再兴到了诸暨，愧无权势，口出怨言道：“女嫁不教我知，有同给配。又着我听人节制。”于是在龙凤九年（1363年），其父背叛朱元璋，投靠张士诚。
明清文献称谢夫人为徐达继室的同时，称徐达四子四女皆为谢夫人所生。1965年后出土、徐达庶子徐膺緒墓志铭中提及的父亲嫡妻，仅谢夫人一人。徐膺緒生母实为孙氏:180。徐达子女中，明确记载为她所生者，除徐皇后外，有徐达第三子徐增壽。
谢夫人逝世时间不详，她与丈夫徐达的合葬墓至今尚存。洪武二十年（1387年）冬十月，追赠谢氏为中山武宁王夫人。
明代以来，除“谢夫人拒嫁女明成祖”的伪史外，《北窗瑣語》称，马皇后将谢夫人抱怨「我家不如爾家」之言告之朱元璋。故朱元璋在内庭召见徐達时，命勇士将谢夫人诛杀于家中。朱元璋还对不知情的徐达说道，「今日卿可免赤族之災。」在当代，则有作者以谢翠娥为她的本名，来源不详。